# Fairmont (West Virginia)
Fairmont ist eine City in West Virginia, in den Vereinigten Staaten von Amerika. Ihr Spitzname ist die freundliche Stadt. Sie ist der County Seat des Marion County. Das U.S. Census Bureau hat bei der Volkszählung 2020 eine Einwohnerzahl von 18.416 ermittelt.

## Geografie
Bei Fairmont entsteht der Monongahela River durch den Zusammenfluss von Tygart Valley River und West Fork River. Der Buffalo Creek, ein Nebenfluss des Monongahela Rivers, fließt durch den nördlichen Teil der Stadt.
Gemäß dem US Army Corp of Engineers ist Fairmont, das durch binnenländische Wasserstraßen erschlossen ist, die am weitesten vom Ozean entfernte Hafenstadt der USA. Laut dem United States Census Bureau hat die Stadt eine Fläche von 21,2 km², wovon 20,3 km² Land und 0,9 km² Wasser ist.

## Geschichte
In der mündlichen Geschichte wird es angedeutet, dass 1808 Boaz Fleming jährlich nach Clarksburg zog, um die Steuer von seinem Bruder Harrison County und seine eigene Steuer von Monongalia County zu zahlen. Als er in Clarksburg bei einem gesellschaftlichen Ereignis war, besuchte er seine Cousine Dolley Madison und beklagte sich über diese sehr lange jährliche Reise. Dolley Madison schlug ihm vor, sein eigenes County zu machen, um damit er nicht jährlich so eine lange Reise machen muss. Nach sechs Jahren versuchte Boaz Fleming Unterschriften für ein neues County, mit dem vorgeschlagenen Name Madison County (Dolley Madison und ihrem Mann James Madison zu Ehren) zu sammeln. Diese Petition hatte keinen Erfolg, ausreichende Unterstützungen zu bekommen. Dann konzentrierte er sich auf die Bildung eines Städtchens. 1819 wurde eine Straße von Clarksburg nach Morgantown gebildet. Sein Bauernhof war auf einem Gebiet zwischen diesen Städten und war ein guter Rastplatz für die Reisenden. Er gründete die kleine Stadt 1819 auf der westlichen Seite des Monongahela-Flusses. Diese Stadt wurde am 19. Januar 1820 als Middletown eingetragen.
Er ist nicht klar, ob die Stadt wegen ihrer Lage zwischen Clarksburg und Morgantown oder wegen der Herkunftsstadt der ersten Frau von Boaz Fleming, die Middletown, Delaware war, mit diesem Namen genannt wurde. 1842 schlug William Haymond vor, dass der Name der Stadt zu Fairmont(fair=schön + mount=Berg) geändert wird, weil die Stadt eine schöne Aussicht auf den Monongahela-Fluss hatte. Dieser Name wurde 1843 von der Virginia General Assembly eingetragen.

## Flugplätze
Fairmont Municipal-Frankman Field ist ein Flugplatz der Sportluftfahrt. Er befindet sich rund 4 km südwestlich der Stadt.

## Statistik
Gemäß dem Stand 2000 leben 19097 Einwohner, 8447 Haushaltseinheiten und 4671 Familien in Fairmont. Die Stadt hat eine Bevölkerungsdichte von 2438,5 Personen pro mile2(941,7 km2). Die rassische Zusammensetzung der Stadt ist 90,16 % Weiße, 7,26 % Afroamerikanisch, 0,28 % Indianer, 0,61 % Asiatisch, 0,20 % andere Rassen, 1,49 % Mischling, 0,82 % Lateinamerikanisch.
21,4 % der Haushaltseinheiten haben Kinder unter 18 Jahre alt. 40,2 % der Haushaltseinheiten sind verheiratete Paare, 11,7 % haben weibliche Haushälterin mit keinem Mann, 44,17 % sind keine Familien, 36,4 % bestehen nur aus einer Person und 16,8 % sind einsam lebende Personen, die mehr als 65 Jahre alt sind. Die durchschnittliche Haushaltsgröße ist 2,83.
18,4 % der Einwohner sind unter 18 Jahre alt, 14,9 % sind von 18 bis 24, 24,1 % sind von 25 bis 44, 22,2 % sind von 45 bis 64 und 20,4 % sind 65 oder älter. Das durchschnittlicher Alter der Einwohner ist 39 Jahre alt. Das durchschnittliche Einkommen für einen Haushalt ist 25628 $ und für eine Familie ist 37126 $. Männer haben ein durchschnittliches Einkommen von 27944 $ und Frauen 20401. Das Pro-Kopf-Einkommen der Einwohner ist 16062 $. Ungefähr 12,6 % der Familien und 20,1 % der Bevölkerung sind unter der Armutsgrenze.

## Söhne und Töchter der Stadt
- Reeve M. Bailey (1911–2011), Ichthyologe und Hochschullehrer
- Frank Kendall Everest, Jr. (1920–2004), Luftwaffenoffizier
- Isabella Flanigan (* 2005), philippinische Fußballspielerin
- Aretas B. Fleming (1839–1923), Politiker
- Johnnie Johnson (1924–2005), Rock-’n’-Roll-Musiker
- Fuzzy Knight (1901–1976), Schauspieler
- Alan Mollohan (* 1943), Politiker
- Doris Piserchia (1928–2021), Science-Fiction-Autorin
- Mary Lou Retton (* 1968), Kunstturnerin
- Nick Saban (* 1951), Footballtrainer
- Margaret Scherf (1908–1979), Schriftstellerin